# Drevviksrännet
Drevviksrännet var ett långlopp på skridskor som gick längs en 20 km lång rundbana på sjön Drevviken strax söder om Stockholm. Arrangör var föreningen Drevviksrännet och sponsor var Drevvikenpartiet. Loppet kördes åren 2007, 2015 och 2016 och ställdes in åren 2008, 2009, 2014, 2017, 2018 och 2019. Åren 2010-2013 arrangerades loppet inte alls. År 2020 blev loppet inte av men meddelades aldrig som inställt. År 2021 meddelades att samarbetet mellan kommunerna Stockholm, Huddinge, Tyresö och Haninge för att ploga en bana på 20 km på Drevviken upphörde, och utan en sådan bana blir det inget Drevviksränn. Vintern 2021 plogade Stockholms kommun i samarbete med enbart Huddinge en avsevärt kortare bana, 6,5 km, helt inom Stockholms och Huddinge kommuner på Drevviken. Men i april 2021 gjordes en ny överenskommelse mellan de fyra kommunerna så att den långa banan åter skulle kunna plogas.
Tävlingsdeltagarna åkte genom fyra kommuner på denna förhållandevis korta sträcka - Stockholm, Tyresö, Haninge och Huddinge. (Krogrännet som tidigare var bara lite längre, 30 km, gick då genom sex kommuner. Från 2015 fick dock Krogrännet en ny sträckning som på 40 km gick genom fem kommuner - Stockholm, Solna, Danderyd, Sollentuna och Upplands Väsby.)
Deltagandet var kostnadsfritt år 2007 tack vare stöd från deltagande kommuner och sponsorer. År 2008 blev loppet inställt p.g.a. brist på is. Svårigheter att få kommunala bidrag kombinerat med brist på ideella krafter gjorde att loppet inställdes tillsvidare år 2009 - banan blev dock plogad på privat initiativ så den som ville kunde fortsätta åka på Drevviken även då den var översnöad. Banan plogades även i flera år före det första loppet år 2007 på privat initiativ. Åren 2010-2013 var det själva den plogade banan som kallades Drevviksrännet.
År 2014 väcktes loppet Drevviksrännet till liv igen med Drevvikenpartiet som sponsor. År 2015 var det meningen att Vikingarännet skulle köras på Drevviken den 8 februari p.g.a. för dåliga isar längs Vikingarännets vanliga sträckning, men detta fick ställas in p.g.a. alltför mycket snöande.
Det var gratis att delta i loppet enbart för medlemmar i Drevvikenpartiet. Och det var billigare att betala medlemsavgiften till Drevvikenpartiet än att betala loppets startavgift utan att gå med i Drevvikenpartiet.

## Historik
- 2007: Det första loppet kördes den 17 februari.
- 2008: Loppet inställt på grund av dåliga isar.
- 2009: Loppet inställt tillsvidare p.g.a. brist på ideella krafter samt svårighet att få bidrag.
- 2010: Loppet verkar ha blivit permanent inställt - nu är det själva den plogade banan som kallas Drevviksrännet.
- 2011-2013: Inga lopp.
- 2013: De fyra kommunerna Stockholm, Huddinge, Tyresö och Haninge börjar samarbeta för att ploga banan. Tidigare har banan plogats av ideella krafter.
- 2014: Loppet Drevviksrännet väcks till liv igen med Drevvikenpartiet som sponsor. Detta år fick loppet dock ställas in p.g.a. dåliga isar.
- 2015: Loppet kördes den 21 februari. Vikingarännet planerades att köras på Drevviken den 8 februari men det fick ställas in.
- 2016: Loppet kördes den 20 februari.
- 2017: Loppet skulle ha körts den 19 februari men ställdes in av ett lite komiskt skäl: isen på Drevviken var för bra! Fin tjock snöfri is över hela sjön så man kunde åka var man ville, och därmed ingen snö att ploga bort. Normalt markerar plogvallen banan, men föreningen saknar resurser att markera upp en 2 mil lång bana på snöfri is. Och man kan inte köra ett lopp där folk åker lite som de vill, så loppet blev inställt.
- 2018: Loppet inställt p.g.a. för dåliga isar, det planerades att köras den 17 februari.
- 2019: Loppet inställt p.g.a. för dåliga isar, det planerades att köras den 23 februari med reservdatum den 2 mars.
- 2020: Inget lopp p.g.a. obefintliga isar. Först planerades det att köras den 15 februari med reservdatum den 22 februari, men när stabila isar dröjde lämnades datumet öppet ifall det skulle frysa till senare. Men det frös inte till senare och loppet rann ut i sanden.
- 2021: Loppet i praktiken nedlagt eftersom samarbetet mellan kommunerna Stockholm, Huddinge, Tyresö och Haninge för att ploga banan har upphört. Istället plogades en kortare slinga på 6,5 km i samarbete mellan Stockholms och Huddinge kommuner.
- 2022: Ett nytt avtal mellan alla fyra kommunerna gör nu att den långa banan på Drevviken åter kan plogas. Men Drevviksrännet väcktes inte åter till liv, det fortsätter vara nedlagt.
- 2023: Bara en kort bana på 3 km plogades på norra Drevviken vid Hökarängsbadet.